# بایکینگ

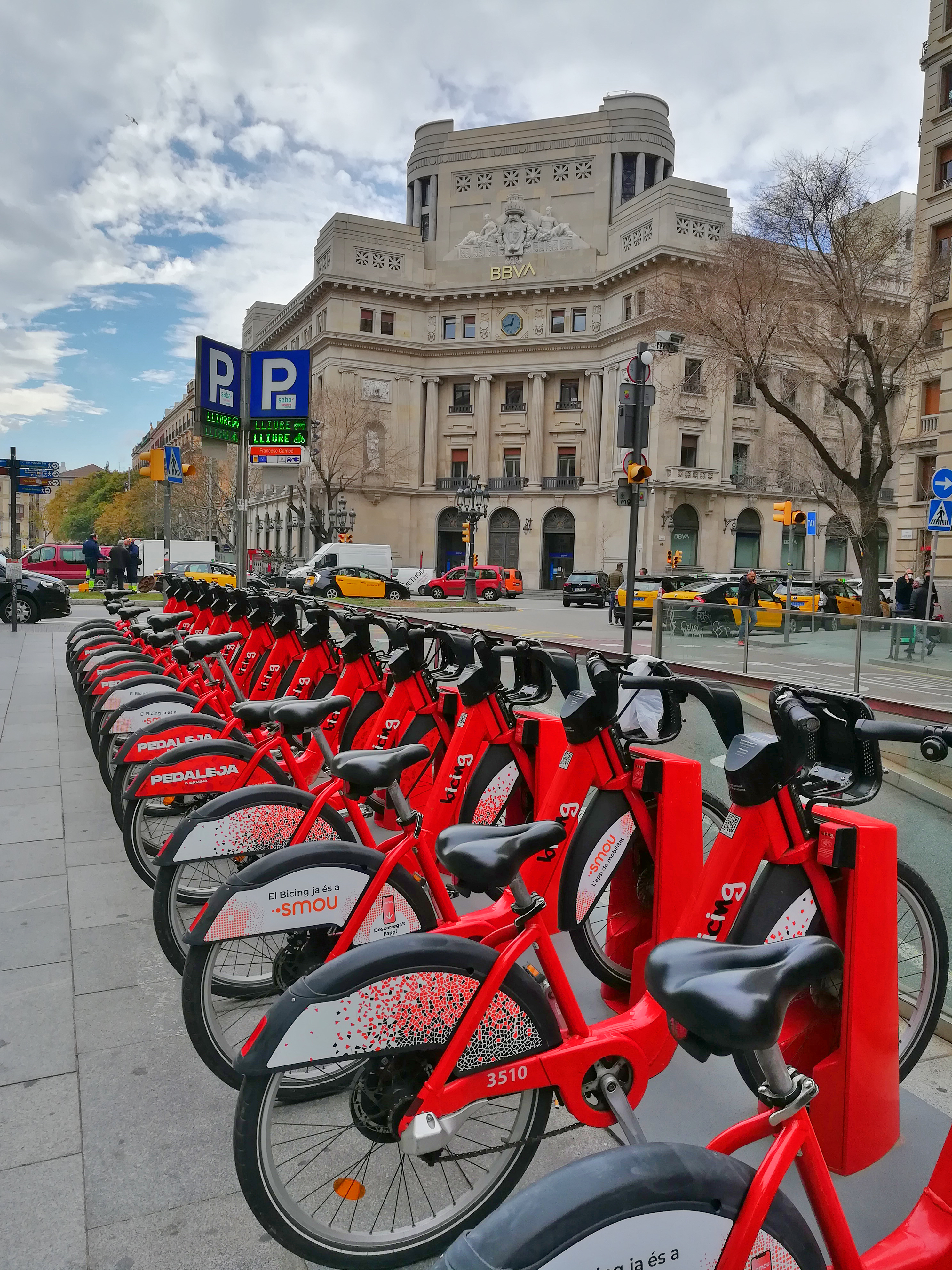
نمایی از دوچرخه‌های اشتراکی بایکینگ در بارسلونا - ۲۰۲۱

بایکینگ (به انگلیسی: Bicing) نام یک سیستم به اشتراک‌گذاری دوچرخه در بارسلونا است که در تاریخ ۲۲ مارس ۲۰۰۷ افتتاح شد. این سیستم شبیه به سیستم Vélo'v در لیون یا Vélib، در پاریس است و از همان دوچرخه‌ها و ایستگاه‌هایی در استکهلم، اسلو، و ساراگوسا هستند استفاده می‌کند. هدف این روش پوشش مسیرهای کوتاه و متوسط روزانه در داخل شهر در یک روش است که دوست دار محیط زیست، از بین برندهٔ آلودگی، سر و صدای جاده و تراکم ترافیک است که وسایل نقلیه موتوری ایجاد می‌کنند.

## فهرست
- عملیات
- اشتراک
- طراحی دوچرخه
- ایستگاه‌ها
- تأمین مالی
- آمار استفاده
- توسعهٔ آیندهٔ طرح ریزی شده
- نام
- بیشتر ببینید
- منابع
- پیوند به بیرون

### عمل
شورای شهر و کانال پاک این سیستم را مدیریت و از آن نگهداری می‌کنند. برای استفاده از آن، کاربران باید در سیستم عضویت سالانهٔ خود را ثبت کنند. در حال حاضر این شبکه بیش از ۴۲۰ ایستگاه دارد و در سراسر سیستم بیش از ۶۰۰۰ دوچرخهٔ توزیع شده تا اجاره داده شده و متقابل پس گرفته شود.[۱] ایستگاه‌ها بیشتر در مناطق مسطح شهر با فاصله حدود ۳۰۰ تا ۴۰۰ متر واقع شده‌اند، و بسیاری از ایستگاه‌های آن کنار ایستگاه‌های وسایل حمل و نقل عمومی دیگر قرار دارند تا مردم بتوانند قسمتی از راهشان را با دوچرخه‌ها بپیمایند. ایستگاه‌های مترو معمولاً علائمی دارند که به نزدیکترین ایستگاه‌های Bicing اشاره دارند. یک ویژگی جالب که این سیستم دارد این است که در سفرها یا عزیمت‌های یک طرفه، دوچرخه‌ها را می‌توان از هر ایستگاهی اجاره کرد و به هر ایستگاه دیگری از سیستم باز گرداند. هر ایستگاه است بین ۱۵ تا ۳۰ اسلات پارکینگ برای تعمیر و قفل دوچرخه دارد. در مناطقی که عبور و مرور زیاد است بسیاری از ایستگاه‌ها با هم نزدیک هستند.
برای اجاره کردن یک دوچرخه می‌توان به سادگی، کارت RFID را در ایستگاه خدمات کشید تا هویت فردی شخص توسط سیستم، تأیید شود، پس از آن یک دوچرخه از قاب پشتیبانی آزاد می‌شود. می‌توان در ۳۰ دقیقه اول از دوچرخه بدون هیچ هزینهٔ اضافی استفاده کرد، برای هر نیم ساعت بعد (تا قبل از اینکه زمان کل ۲ ساعت شود) هزینهٔ هر نیم ساعت ۰٫۷۰ € است. استفاده از دوچرخه در هر مرتبه برای بیش از ۲ ساعت نرخ مجازات ۴٫۲۰ € برای هر ساعت دارد، حتی ممکن است پس از تکرار این کار، عضویت لغو شود. برای بازگرداندن دوچرخه به سادگی می‌توان آن را در یک اسلات خالی در ایستگاه‌های Bicing گذاشت، دوچرخه به طور خودکار شناخته شده و در جای خود قفل می‌شود.
کامیون‌های مخصوصی برای توزیع مجدد دوچرخه‌های Bicing بین ایستگاه‌ها هستند. با این حال، از نوامبر سال ۲۰۰۷، در ساعت‌های اوج استفاده از این سیستم، تعداد و تکرار وانت‌ها دیگر کارآمد نیست و در برخی از مناطق پیدا کردن نقطه‌ای که بتوان دوچرخه را باز گرداند مشکل می‌شود.

### اشتراک
استفاده از این سیستم بر اساس عضویت است و کاربران می‌توانند به صورت آنلاین یا با مراجعه به دفاتر خدمات مشترک شوند. کارت‌های اعضای سیستم Bicing تنها به آدرس‌هایی در کاتالونیا فرستاده می‌شود تا گردشگران شرایط استفاده از این سیستم را نداشته باشند [۲] شرکت‌های محلی کرایهٔ دوچرخه که از قبل فعالیت داشتند این محدودیت را بر شورای شهر توسط تحمیل کردند (تحت Bicitours گروه بندی شدند) چون از سیستم‌های Bicing می‌ترسیدند. Bicitours و شورای شهر همچنین در اعمال قانون مربوط به فاصلهٔ ۱۰ دقیقه‌ای بین بازگرداندن دوچرخه تا اجارهٔ دوچرخهٔ بعدی توافق کرده‌اند. در نتیجه، گردشگران آنچه که رسماً از یک «سیستم حمل و نقل عمومی» تعیین شده است محروم شده‌اند.

### طراحی دوچرخه
این دوچرخه برای جلوگیری از سرقت قطعات، یا خرابکاری به طور خاصی طراحی شده است. این نوع دوچرخه طوری طراحی شده که به راحتی قابل تشخیص باشد. با این حال، شکایات شایع کاربران عبارتند از: نبود زنگ، بریدن ترمز، ضعف در تعمیر و نگهداری. گاهی اوقات حتی سارقان قسمت‌های مهاری اسلات‌ها که دوچرخه را محکم نگه می‌دارند را با اره می‌برند و برای اینکه شناخته نشوند رنگ می‌کنند. [نیازمند منبع]

### ایستگاه
به طور کلی ایستگاه‌های دوچرخه سواری جایگزین فضاهای پارکینگ ماشین یا موتور سیکلت شده‌اند، هر چند دیگر ایستگاه‌ها در مناطق بزرگ عابر پیاده قرار داده شدند. هر یک از ایستگاه‌ها شامل یک سری طولانی از جایگاه دوچرخه‌ها و در پایان یک تیر کامپیوتری برای تکمیل تراکنش هاست.

### تأمین مالی
این سیستم غالباً بیشتر توسط رانندگان خودرو محلی با سیستم کنترل پارکینگ در خیابان پرداخت می‌شود، که در بسیاری از نقاط درونی پر جمعیت شهر توزیع شده است. این پول، حدود ۲٬۲۳۰٬۰۰۰ € در سال است که به اپراتور سیستم پرداخت می‌شود. هزینه سالانهٔ کاربران به همراه مالیات، ۴۷٫۱۶ € می‌باشد، که باعث می‌شود ارزان‌ترین خدمات حمل و نقل عمومی شهر باشد. [۳] به تازگی این شهر به توافقی بر سر حمایت مالی وودافون، اپراتور تلفن همراه رسیده است تا لوگوی اپراتور را در ازای ۱٫۲ میلیون € در هر سال، در سیستم برجسته کند. [۴]

### آمار استفاده
هر دوچرخه فردی در روز بین ۱۰ تا ۱۵ بار توسط افراد مختلف استفاده می‌شود. بیش از ۹۵٪ استفاده‌هایی که ثبت می‌شوند کمتر از ۳۰ دقیقه هستند. هنگامی که یک دوچرخه باز گردانده می‌شود، کاربر باید ۱۰ دقیقه قبل از گرفتن دوچرخهٔ بعدی صبر کند. اگر چه در ماه سپتامبر سال ۲۰۰۷ بیش از ۹۰٬۰۰۰ کاربر ثبت شده بود، اما تنها یک سوم آنها به صورت منظم از سیستم استفاده می‌کردند. از نوامبر سال ۲۰۰۷ تا بحال، سیستم بیش از ۲٬۷۵۰٬۰۰۰ بار استفاده شده است و کاربران در مجموع ۸٬۰۰۰٬۰۰۰ کیلومتر از آن استفاده کرده‌اند.

### توسعهٔ آیندهٔ طرح ریزی شده
سیستم به اشتراک گذاری دوچرخه مورد استقبال فراوانی قرار گرفت، که حدود ۷۰ درصد از نواحی شهر، از جمله پالما Vella، در Eixample و قسمت‌هایی از سنت مارتی و GRACIA را پوشش می‌دهد. با این حال، ایستگاه‌ها در قسمت‌هایی که درجه‌ای بیش از چهار درصد دارند، قرار داده نمی‌شوند، مثل مناطق پر از تپهٔ Montjuïc و Tibidabo. چندین شهر همسایه خواسته‌اند این خدمات را در شهر خود نیز گسترش دهند. مطالعاتی نیز بر چگونگی پیاده‌سازی این سیستم برای گسترده‌تر شدن منطقهٔ شهری در حال انجام می‌باشد. [۵]

### نام
این نام از BICI، واژه‌ای با ریشهٔ کاتالان و اسپانیایی که به معنی دوچرخه است، و BCN، کد فرودگاه بارسلونا و یک مخفف محبوب از نام آن مشتق شده است. پسوند زبان انگلیسی ing نیز به آن اضافه شد، مانند کلمات اسپانیاییfooting یک شبه اصطلاح زبان انگلیسی که برای jogging به کار می رود، parking:car park ،  camping :campsite  و Vueling  که یک خط هوایی کاتالانی است.
همچنین ببینید
```
پورتال توسعه پایدار
```

- فهرست موضوعات دوچرخه سواری
- دوچرخه سواری ابزار - طرح‌های کرایه کوتاه مدت